# 1636
Il 1636 (MDCXXXVI in numeri romani) è un anno bisestile del XVII secolo.

## Eventi
- Marin Mersenne pubblica la sua opera più importante summa dei suoi studi in ambito scientifico-musicale: L'harmonie universelle (1636-37).
- Inizio costruzione del Palazzo del Podestà di Galeata.
- 8 settembre – Fondazione dell'Università di Harvard.
- 4 ottobre – Battaglia di Wittstock: Nell'ambito della fase francese della Guerra dei trent'anni, l'esercito svedese sconfigge una forza congiunta imperiale e sassone lievemente superiore di numero.

## Nati

### Gennaio
- 8 gennaio - Fernando de Valenzuela, politico spagnolo († 1692)
- 12 gennaio - Jean-Baptiste Monnoyer, pittore francese († 1699)
- 20 gennaio - Massimiliano di Hohenzollern-Sigmaringen, principe († 1689)
- 21 gennaio - Melchiorre Cafà, scultore maltese († 1667)

### Febbraio
- 5 febbraio - Luisa Cristina d'Assia-Darmstadt, nobile († 1697)
- 12 febbraio - Herman Witsius, predicatore e teologo olandese († 1708)

### Marzo
- 8 marzo - Robert Kerr, I marchese di Lothian, nobile e politico scozzese († 1703)

### Aprile
- 10 aprile - Diego Pappalardo, religioso italiano († 1710)
- 11 aprile - Cosimo Galilei, presbitero italiano († 1672)

### Maggio
- 6 maggio - Laura Mancini, nobildonna italiana († 1657)
- 6 maggio - Carlo Filippo Sfondrati, vescovo cattolico italiano († 1680)
- 20 maggio - Pier Matteo Petrucci, cardinale e vescovo cattolico italiano († 1701)
- 22 maggio - Ferdinando Alberto I di Brunswick-Lüneburg, duca († 1687)
- 27 maggio - Thormodus Torfæus, storico islandese († 1719)

### Giugno
- 6 giugno - Ottavio Falconieri, letterato, storico e archeologo italiano († 1675)
- 12 giugno - Francesco Nerli il Giovane, cardinale e arcivescovo cattolico italiano († 1708)
- 14 giugno - Federigo Meninni, medico e poeta italiano († 1712)
- 15 giugno - Charles de La Fosse, pittore francese († 1716)
- 21 giugno - Godefroy Maurice de La Tour d'Auvergne, nobiluomo francese († 1721)
- 29 giugno - Thomas Hyde, orientalista inglese († 1703)

### Luglio
- 2 luglio - Daniel Speer, compositore e scrittore tedesco († 1707)
- 10 luglio - Bartolomeo Gradenigo, vescovo cattolico italiano († 1698)
- 23 luglio - Pietro Bartolomeo Cittadella, pittore italiano († 1704)
- 31 luglio - Giosia II di Waldeck-Wildungen, militare e nobile tedesco († 1669)

### Agosto
- 25 agosto - Louis Victor de Rochechouart de Mortemart, ammiraglio francese († 1688)
- 30 agosto - Dominique Biancolelli, attore teatrale italiano († 1688)
- 30 agosto - Libéral Bruant, architetto francese († 1697)

### Settembre
- 7 settembre - Alexandros Mavrokordatos, diplomatico ottomano († 1709)
- 11 settembre - Giovanni Maria Viani, pittore e incisore italiano († 1700)
- 16 settembre - Giovanna di Braganza, nobile portoghese († 1653)
- 28 settembre - Sofia Dorotea di Schleswig-Holstein-Sonderburg-Glücksburg, nobile tedesca († 1689)
- 29 settembre - Thomas Tenison, arcivescovo anglicano britannico († 1715)

### Ottobre
- 2 ottobre - Girolamo Troppa, pittore italiano († 1711)
- 6 ottobre - Giuseppe Valletta, filosofo, avvocato e letterato italiano († 1714)
- 23 ottobre - Edvige Eleonora di Holstein-Gottorp, nobile tedesca († 1715)
- 31 ottobre - Ferdinando Maria di Baviera, duca († 1679)

### Novembre
- 1º novembre - Nicolas Boileau, poeta, scrittore e critico letterario francese († 1711)
- 2 novembre - Edward Colston, mercante, filantropo e politico britannico († 1721)
- 6 novembre - Enrichetta Adelaide di Savoia, nobile († 1676)
- 14 novembre - Pierre-Armand du Cambout de Coislin, cardinale e vescovo cattolico francese († 1706)
- 15 novembre - Gregorio Messere, filosofo, poeta e filologo italiano († 1708)
- 30 novembre - Johannes Fabritius, pittore olandese († 1693)

### Dicembre
- 1º dicembre - Elizabeth Percy, nobile inglese († 1718)
- 23 dicembre - Gregório de Matos, poeta e avvocato brasiliano († 1696)
- 26 dicembre - Justine Siegemund, scrittrice tedesca († 1705)

### Senza giorno specificato
- Giacomo Barri, pittore, incisore e scrittore italiano
- Gottfried Behm, astronomo e matematico tedesco († 1674)
- Giovanni Battista Beinaschi, pittore italiano († 1688)
- Pierre Picoté de Belestre, militare e esploratore francese († 1679)
- Thomas Boston, teologo britannico († 1732)
- Lodovico Burnacini, architetto e scenografo italiano († 1707)
- John Campbell, I conte di Breadalbane, politico scozzese († 1717)
- Giulia Canuti Bonaveri, pittrice italiana
- Giovanni Coli, pittore italiano († 1681)
- David de Coninck, pittore fiammingo († 1687)
- Richard Coote, I conte di Bellomont, politico irlandese († 1701)
- Giovanni Battista Costaguti, cardinale italiano († 1704)
- Ferdinando Giuseppe di Dietrichstein, principe austriaco († 1698)
- François Dollier de Casson, missionario francese († 1701)
- Angelo Finardi, letterato e religioso italiano († 1706)
- Filippo Maria Galletti, pittore italiano († 1714)
- Gerrit van Bronckhorst, pittore e disegnatore olandese († 1673)
- Joseph Glanvill, scrittore e filosofo inglese († 1680)
- Federico II Gonzaga di Luzzara, nobile italiano († 1698)
- Guérin d'Estriché, attore teatrale francese († 1728)
- Hon'inbō Dōetsu, goista giapponese († 1727)
- Melchior d'Hondecoeter, pittore, incisore e disegnatore olandese († 1695)
- Stojan Janković, condottiero serbo († 1687)
- Juan Bautista Juanini, scienziato spagnolo († 1691)
- Everhardus Kickius, pittore e disegnatore scozzese
- Joseph Labrosse, religioso francese († 1697)
- Jean Maximilien Lucas, tipografo e editore francese († 1697)
- Nicolae Milescu, letterato e diplomatico moldavo († 1708)
- Ignace-Gaston Pardies, fisico, matematico e gesuita francese († 1673)
- Jan Chryzostom Pasek, scrittore, nobile e militare polacco († 1701)
- Melchor Portocarrero, generale spagnolo († 1705)
- Pierre-Esprit Radisson, esploratore francese († 1710)
- Ferdinand de Relingue, ammiraglio svedese († 1704)
- Pietro Sammartini, compositore italiano († 1701)
- Hendrik Trajectinus, Conte di Solms, militare danese († 1693)
- Adriaen van de Velde, pittore e incisore olandese († 1672)
- Rachel Wriothesley, nobildonna inglese († 1723)
- Charlotte de Berry, pirata britannica

## Morti

### Gennaio
- 11 gennaio - Dodo zu Innhausen und Knyphausen, militare tedesco (n. 1583)
- 12 gennaio - Francesco Carletti, scrittore, viaggiatore e mercante italiano (n. 1573)
- 16 gennaio - Giuliano de' Medici, arcivescovo cattolico italiano (n. 1574)
- 19 gennaio - Marcus Gheeraerts il Giovane, pittore fiammingo
- 19 gennaio - Daniel Schwenter, matematico, inventore e poeta tedesco (n. 1585)
- 22 gennaio - Gregorio Fernández, scultore spagnolo (n. 1576)
- 26 gennaio - Jean Hotman, diplomatico francese (n. 1552)

### Febbraio
- 3 febbraio - Petrus Kenicius, religioso svedese (n. 1555)
- 6 febbraio - Cesare Rinaldi, poeta italiano (n. 1559)
- 8 febbraio - Arcasio Ricci, vescovo cattolico e giurista italiano (n. 1570)
- 13 febbraio - Barbara Sofia di Brandeburgo, principessa (n. 1584)
- 21 febbraio - Al-Walid ibn Zaydan, sultano marocchino
- 22 febbraio - Santorio Santorio, medico, filosofo e fisiologo italiano (n. 1561)
- 22 febbraio - Luigi Gonzaga, nobile italiano (n. 1611)

### Marzo
- 2 marzo - Angelica de' Medici,  italiano (n. 1608)
- 11 marzo - Christoph Grienberger, astronomo austriaco (n. 1561)
- 20 marzo - Juan Manuel Pérez de Guzmán, VIII duca di Medina Sidonia, nobile e generale spagnolo (n. 1579)
- 27 marzo - Helfrich Ulrich Hunnius, giurista tedesco (n. 1583)

### Aprile
- 13 aprile - Giacomo Boncompagni, III duca di Sora, nobile e militare italiano (n. 1613)
- 14 aprile - Tiberio Muti, cardinale e vescovo cattolico italiano (n. 1574)
- 21 aprile - Maria van Eicken, nobildonna olandese (n. 1571)
- 23 aprile - Giovanni Alberto II di Meclemburgo-Güstrow, duca (n. 1590)
- 24 aprile - Carlo Gonzaga, religioso e nobile italiano (n. 1597)

### Maggio
- 8 maggio - Itō Sukeyoshi, militare giapponese (n. 1589)

### Giugno
- 9 giugno - Antoine de Paule, militare francese (n. 1551)
- 13 giugno - George Gordon, I marchese di Huntly, nobile scozzese (n. 1562)
- 14 giugno - Jean Caylar d'Anduze de Saint-Bonnet, militare e nobile francese (n. 1585)
- 27 giugno - Date Masamune, militare giapponese (n. 1567)

### Luglio
- 19 luglio - Melchiorre Pirella, vescovo cattolico spagnolo
- 20 luglio - Gerasimo I di Alessandria, arcivescovo ortodosso greco (n. 1560)

### Agosto
- 8 agosto - Simone Luigi di Lippe-Detmold, nobile tedesco (n. 1610)
- 31 agosto - Francesco Giovanni Gonzaga, nobile (n. 1593)

### Settembre
- 7 settembre - Antonio Fermo, presbitero italiano (n. 1574)
- 8 settembre - Giovanni Giacomo Semenza, pittore italiano (n. 1583)
- 10 settembre - Mariano Smiriglio, architetto, pittore e decoratore italiano (n. 1561)
- 12 settembre - Giovanni Pietro Volpi, vescovo cattolico italiano (n. 1585)
- 17 settembre - Stefano Maderno, scultore italiano (n. 1576)
- 19 settembre - Franz Seraph von Dietrichstein, cardinale e vescovo cattolico boemo (n. 1570)

### Ottobre
- 1º ottobre - Augusto I di Brunswick-Lüneburg, nobile e vescovo luterano tedesco (n. 1568)

### Dicembre
- 9 dicembre - Fabian Birkowski, scrittore polacco (n. 1566)
- 9 dicembre - Giovanni da San Giovanni, pittore italiano (n. 1592)
- 11 dicembre - Francesco Colonna di Sciarra, I principe di Carbognano, nobile italiano
- 12 dicembre - Giovan Battista Aleotti, architetto italiano (n. 1546)
- 19 dicembre - Cristina di Lorena, sovrana (n. 1565)
- 19 dicembre - William Spencer, II barone Spencer di Wormleighton, nobile inglese (n. 1591)
- 25 dicembre - Lorenzo Usimbardi, politico italiano (n. 1547)

### Senza giorno specificato
- Jean Boulenger, matematico e docente francese
- Benedetto Benedetti, vescovo cattolico italiano
- Azzo IV Besta, nobile (n. 1582)
- Giovanni Battista Bissoni, pittore italiano (n. 1576)
- Pietro Paolo Bonzi, pittore italiano (n. 1576)
- Cristoforo Diana, pittore italiano (n. 1553)
- Dong Qichang, pittore cinese (n. 1555)
- Pierre Belain d'Esnambuc, avventuriero, pirata e mercante francese (n. 1585)
- Sebastian Francken, pittore e incisore fiammingo (n. 1573)
- Francesco Gabrielli, attore teatrale italiano (n. 1588)
- Sigismondo Gambacorta, vescovo cattolico italiano (n. 1573)
- James Hay, I conte di Carlisle, nobile britannico
- Tommaso Luini, pittore italiano (n. 1601)
- Gregorio López de Tovar, giurista spagnolo (n. 1547)
- Johannes Messenius, storico e drammaturgo svedese (n. 1579)
- Bernardino Piccoli, arcivescovo cattolico italiano (n. 1581)
- Filippo Planzone, scultore italiano (n. 1610)
- Tomaso Pombioli, pittore italiano (n. 1579)
- Giuseppe Puglia, pittore italiano (n. 1600)
- Gabriel Sagard, missionario e etnografo francese
- Michael Sendivogius, alchimista, filosofo e diplomatico polacco (n. 1566)
- Saartje Specx, attivista olandese (n. 1617)
- Rodrigo de Vivero y Velasco, esploratore messicano (n. 1564)
- Filippo Zaniberti, pittore italiano (n. 1585)
- Bartolomeo della Nave, collezionista d'arte italiano

## Calendario
| Calendario 1636 | Calendario 1636 | Calendario 1636 | Calendario 1636 | Calendario 1636 | Calendario 1636 | Calendario 1636 | Calendario 1636 | Calendario 1636 | Calendario 1636 | Calendario 1636 | Calendario 1636 | Calendario 1636 | Calendario 1636 | Calendario 1636 | Calendario 1636 | Calendario 1636 | Calendario 1636 | Calendario 1636 | Calendario 1636 | Calendario 1636 | Calendario 1636 | Calendario 1636 | Calendario 1636 | Calendario 1636 | Calendario 1636 | Calendario 1636 | Calendario 1636 | Calendario 1636 | Calendario 1636 | Calendario 1636 | Calendario 1636 | Calendario 1636 |
| --------------- | --------------- | --------------- | --------------- | --------------- | --------------- | --------------- | --------------- | --------------- | --------------- | --------------- | --------------- | --------------- | --------------- | --------------- | --------------- | --------------- | --------------- | --------------- | --------------- | --------------- | --------------- | --------------- | --------------- | --------------- | --------------- | --------------- | --------------- | --------------- | --------------- | --------------- | --------------- | --------------- |
|                 | 1               | 2               | 3               | 4               | 5               | 6               | 7               | 8               | 9               | 10              | 11              | 12              | 13              | 14              | 15              | 16              | 17              | 18              | 19              | 20              | 21              | 22              | 23              | 24              | 25              | 26              | 27              | 28              | 29              | 30              | 31              |                 |
| Gennaio         | Ma              | Me              | Gi              | Ve              | Sa              | Do              | Lu              | Ma              | Me              | Gi              | Ve              | Sa              | Do              | Lu              | Ma              | Me              | Gi              | Ve              | Sa              | Do              | Lu              | Ma              | Me              | Gi              | Ve              | Sa              | Do              | Lu              | Ma              | Me              | Gi              |                 |
| Febbraio        | Ve              | Sa              | Do              | Lu              | Ma              | Me              | Gi              | Ve              | Sa              | Do              | Lu              | Ma              | Me              | Gi              | Ve              | Sa              | Do              | Lu              | Ma              | Me              | Gi              | Ve              | Sa              | Do              | Lu              | Ma              | Me              | Gi              | Ve              |                 |                 |                 |
| Marzo           | Sa              | Do              | Lu              | Ma              | Me              | Gi              | Ve              | Sa              | Do              | Lu              | Ma              | Me              | Gi              | Ve              | Sa              | Do              | Lu              | Ma              | Me              | Gi              | Ve              | Sa              | Do              | Lu              | Ma              | Me              | Gi              | Ve              | Sa              | Do              | Lu              |                 |
| Aprile          | Ma              | Me              | Gi              | Ve              | Sa              | Do              | Lu              | Ma              | Me              | Gi              | Ve              | Sa              | Do              | Lu              | Ma              | Me              | Gi              | Ve              | Sa              | Do              | Lu              | Ma              | Me              | Gi              | Ve              | Sa              | Do              | Lu              | Ma              | Me              |                 |                 |
| Maggio          | Gi              | Ve              | Sa              | Do              | Lu              | Ma              | Me              | Gi              | Ve              | Sa              | Do              | Lu              | Ma              | Me              | Gi              | Ve              | Sa              | Do              | Lu              | Ma              | Me              | Gi              | Ve              | Sa              | Do              | Lu              | Ma              | Me              | Gi              | Ve              | Sa              |                 |
| Giugno          | Do              | Lu              | Ma              | Me              | Gi              | Ve              | Sa              | Do              | Lu              | Ma              | Me              | Gi              | Ve              | Sa              | Do              | Lu              | Ma              | Me              | Gi              | Ve              | Sa              | Do              | Lu              | Ma              | Me              | Gi              | Ve              | Sa              | Do              | Lu              |                 |                 |
| Luglio          | Ma              | Me              | Gi              | Ve              | Sa              | Do              | Lu              | Ma              | Me              | Gi              | Ve              | Sa              | Do              | Lu              | Ma              | Me              | Gi              | Ve              | Sa              | Do              | Lu              | Ma              | Me              | Gi              | Ve              | Sa              | Do              | Lu              | Ma              | Me              | Gi              |                 |
| Agosto          | Ve              | Sa              | Do              | Lu              | Ma              | Me              | Gi              | Ve              | Sa              | Do              | Lu              | Ma              | Me              | Gi              | Ve              | Sa              | Do              | Lu              | Ma              | Me              | Gi              | Ve              | Sa              | Do              | Lu              | Ma              | Me              | Gi              | Ve              | Sa              | Do              |                 |
| Settembre       | Lu              | Ma              | Me              | Gi              | Ve              | Sa              | Do              | Lu              | Ma              | Me              | Gi              | Ve              | Sa              | Do              | Lu              | Ma              | Me              | Gi              | Ve              | Sa              | Do              | Lu              | Ma              | Me              | Gi              | Ve              | Sa              | Do              | Lu              | Ma              |                 |                 |
| Ottobre         | Me              | Gi              | Ve              | Sa              | Do              | Lu              | Ma              | Me              | Gi              | Ve              | Sa              | Do              | Lu              | Ma              | Me              | Gi              | Ve              | Sa              | Do              | Lu              | Ma              | Me              | Gi              | Ve              | Sa              | Do              | Lu              | Ma              | Me              | Gi              | Ve              |                 |
| Novembre        | Sa              | Do              | Lu              | Ma              | Me              | Gi              | Ve              | Sa              | Do              | Lu              | Ma              | Me              | Gi              | Ve              | Sa              | Do              | Lu              | Ma              | Me              | Gi              | Ve              | Sa              | Do              | Lu              | Ma              | Me              | Gi              | Ve              | Sa              | Do              |                 |                 |
| Dicembre        | Lu              | Ma              | Me              | Gi              | Ve              | Sa              | Do              | Lu              | Ma              | Me              | Gi              | Ve              | Sa              | Do              | Lu              | Ma              | Me              | Gi              | Ve              | Sa              | Do              | Lu              | Ma              | Me              | Gi              | Ve              | Sa              | Do              | Lu              | Ma              | Me              |                 |